# Вільшанський район
Вільша́нський райо́н — колишня адміністративно-територіальна одиниця у складі Кіровоградської області України. Площа району — 645 км². На 1 січня 2019 року населення становило 12 187 осіб. Серед населення більшість складали українці (92,70 %). Районний центр — Вільшанка.
Назва походить від назви річки Вільшанка, лівої притоки річки Синюха. На берегах річечки росло багато вільхи.

## Символіка району
Маючи осмислену та обґрунтовану ідею щодо створення символіки району та райцентру, місцеві ради звернулись до Кіровоградського обласного відділення УГТ з проханням допомогти розробити проєкти символів. Протягом 2002—2003 років членами відділення були розроблені та запропоновані для погодження та затвердження у встановленому порядку проєкти символіки району та селища Вільшанки.
При опрацюванні запропонованої ідеї використані ґрунтовні дослідження та довідка директора українсько-болгарського музею історії Вільшанського району В. Вовченка, прорецензовані істориком-краєзнавцем, почесним громадянином Вільшанки І. Гуржосом. Впродовж усього часу роботи над проєктами члени тимчасової районної геральдичної комісії брали активну участь в обговоренні ескізних пропозицій. Експертизу остаточних варіантів символіки, розроблених В. Кривенком при участі членів тимчасової геральдичної комісії при Вільшанській районній раді, провів голова УГТ А. Гречило. Рішенням сесії Вільшанської районної ради від 31 січня 2003 р. затверджені символи Вільшанщини.

## Історія
Перша назва селища Вільшанка — Маслове (поселення козака Маслова). Маслове входило до складу Вольностей Війська Запорожського.
Перші відомості про поселення Маслове на лівобережжі річки Синюхи і далі, у східному напрямку по території сучасної Кіровоградщини, зустрічаються з XVIII століття. Це були зимівники і хутори козаків та селян-втікачів із Поділля, Київщини, які переселялись на ці землі, щоб уникнути феодально-кріпосницького гніту. До 1750 р. лівобережжя Синюхи входило до складу земель Вольностей Війська Запорозького; у 1750–1764 рр. — до складу Нової Сербії, а від 1764 р. — до Єлисаветградської провінції.
Перші вихідці з Балкан поселились на території сучасної Вільшанки на початку 50-х рр. XVIII ст. біля військового укріплення — шанцу. Пізніше до них підселяли інших переселенців із-за Дунаю.
Під час російсько-турецької війни 1768—1777 рр. близько 400 болгарських родин з с. Алфатар поблизу Сілістрії, з-під Рущука, Віддіна й Добруджі звернулись до головнокомандуючого російською армією Румянцева з проханням дозволити жити в Росії. Влітку 1774 року поселенці обрали для постійного проживання місцину, якій дали назву Вільшанка, одержавши у своє користування 17433 десятини землі.
Грамотою Олександра І від 24 грудня 1817 року вільшанські болгари причислялись до 4-го Бузького уланського полку і становили 3-ю волость 12 округу Новоросійських військових поселень.
У 1857 році військові поселення були ліквідовані.
Район утворений 7 березня 1923 року з Вільшанської волості з центром у Вільшанці у складі Першомайської округи Одеської губернії.
12 листопада 1924 року на території Вільшанського району утворено болгарські національні Ради: Добрівська, Вільшанська, Станкуватська, Олексіївська, у 1925 році було створено болгарський національний район — Великобуялицький (Одеська округа).
Район розформований 3 лютого 1926, сільські ради перейшли:
- Синюхино-Брідська — до складу Богопільського району;
- Осичанська і Добрянська — до складу Добровеличківського району;
- інші — до складу Благодатнівського району.

9 грудня 1927 року в Першомайській окрузі був утворений болгарський Вільшанський національний район з населенням 13400 осіб.
1 липня 1930 року Першомайська округа розформована, район перейшов до Одеської округи.
15 вересня 1930 після скасування округ підпорядковується безпосередньо Українській РСР.
27 лютого 1932 увійшов до складу новоутвореної Одеської області.
У 1935 році до Вільшанського національного району приєднали населені пункти з сусідніх районів і він став звичайним (не національним). (ІМСУ)
12 лютого 1954 згідно з Указом Президії Верховної Ради СРСР район був переданий Кіровоградській області.
30 грудня 1962 ліквідований, територія перейшла до Добровеличківського району.
Утворений знову 1967 року.

## Населення
Розподіл населення за віком та статтю (2001)
| Стать | Всього | До 15 років | 15-24 | 25-44 | 45-64 | 65-85 | Понад 85 |
| --- | ------ | ----------- | ----- | ----- | ----- | ----- | -------- |
| Чоловіки | 7490   | 1517        | 849   | 2197  | 2009  | 868   | 50       |
| Жінки | 8868   | 1441        | 839   | 2182  | 2395  | 1809  | 202      |
| \| Статево-вікова піраміда \| Статево-вікова піраміда \| Статево-вікова піраміда \| \| ----------------------- \| ----------------------- \| ----------------------- \| \| Чоловіки \| Вік \| Жінки \| \| 50 \| 85 + \| 202 \| \| 66 \| 80-84 \| 242 \| \| 218 \| 75-79 \| 571 \| \| 328 \| 70-74 \| 583 \| \| 256 \| 65-69 \| 413 \| \| 649 \| 60-64 \| 799 \| \| 377 \| 55-59 \| 468 \| \| 493 \| 50-54 \| 602 \| \| 490 \| 45-49 \| 526 \| \| 545 \| 40-44 \| 557 \| \| 581 \| 35-39 \| 521 \| \| 542 \| 30-34 \| 556 \| \| 529 \| 25-29 \| 548 \| \| 380 \| 20-24 \| 426 \| \| 469 \| 15-20 \| 413 \| \| 616 \| 10-14 \| 571 \| \| 514 \| 5-9 \| 484 \| \| 387 \| 0-4 \| 386 \| |        |             |       |       |       |       |          |
| Статево-вікова піраміда |        |             |       |       |       |       |          |
| Чоловіки | Вік    | Жінки       |       |       |       |       |          |
| 50 | 85 +   | 202         |       |       |       |       |          |
| 66 | 80-84  | 242         |       |       |       |       |          |
| 218 | 75-79  | 571         |       |       |       |       |          |
| 328 | 70-74  | 583         |       |       |       |       |          |
| 256 | 65-69  | 413         |       |       |       |       |          |
| 649 | 60-64  | 799         |       |       |       |       |          |
| 377 | 55-59  | 468         |       |       |       |       |          |
| 493 | 50-54  | 602         |       |       |       |       |          |
| 490 | 45-49  | 526         |       |       |       |       |          |
| 545 | 40-44  | 557         |       |       |       |       |          |
| 581 | 35-39  | 521         |       |       |       |       |          |
| 542 | 30-34  | 556         |       |       |       |       |          |
| 529 | 25-29  | 548         |       |       |       |       |          |
| 380 | 20-24  | 426         |       |       |       |       |          |
| 469 | 15-20  | 413         |       |       |       |       |          |
| 616 | 10-14  | 571         |       |       |       |       |          |
| 514 | 5-9    | 484         |       |       |       |       |          |
| 387 | 0-4    | 386         |       |       |       |       |          |

Етномовний склад населених пунктів район (рідні мови населення)
| '                   | українська | російська | болгарська | молдовська | вірменська |
| ВІЛЬШАНСЬКИЙ РАЙОН  | 92,7       | 2,5       | 2,4        | 1,3        | 0,6        |
| смт ВІЛЬШАНКА       | 91,2       | 3,3       | 3,9        | 0,1        | 1,3        |
| с. КАЛМАЗОВЕ        | 97,1       | 0,4       | -          | 0,2        | -          |
| с. ОСИЧКИ           | 97,1       | 1,0       | 0,7        | 1,0        | -          |
| с. БУЗНИКУВАТЕ      | 97,8       | 1,6       | -          | 0,4        | -          |
| с. ДОБРЕ            | 95,2       | 1,4       | 2,7        | 0,7        | -          |
| с. ДОБРЯНКА         | 91,4       | 2,6       | 0,2        | 4,9        | 0,5        |
| с. ДОРОЖИНКА        | 96,5       | 1,2       | -          | 2,3        | -          |
| с. БЕРЕЗОВА БАЛКА   | 96,7       | 2,8       | -          | 0,6        | -          |
| с. ВЛАДИСЛАВКА      | 88,5       | 9,2       | -          | 2,3        | -          |
| с. ЙОСИПІВКА        | 94,3       | 4,5       | 0,2        | 1,0        | -          |
| с. ЗАЛІЗНИЧНЕ       | 97,7       | 2,3       | -          | -          | -          |
| с. КОРИТНО-ЗАБУЗЬКЕ | 95,4       | 2,7       | -          | 0,8        | 0,4        |
| с. ВОВЧА БАЛКА      | 95,7       | 4,4       | -          | -          | -          |
| с. КОТОВСЬКЕ        | 96,4       | 1,8       | -          | 1,6        | -          |
| с. СИНЮХА           | 94,5       | 5,1       | -          | -          | -          |
| с. СТЕПАНІВКА       | 80,0       | 1,7       | -          | -          | 15,0       |
| с. МАЛА ВІЛЬШАНКА   | 78,7       | 1,0       | 7,0        | 6,7        | 1,5        |
| с. ВІВСЯНИКИ        | 95,7       | 2,8       | 0,2        | 1,0        | -          |
| с. ПЛОСКО-ЗАБУЗЬКЕ  | 97,5       | 0,8       | -          | 1,3        | 0,2        |
| с. СТАНКУВАТЕ       | 70,3       | 2,5       | 21,3       | 5,5        | -          |
| с. МАЛА МАЗНИЦЯ     | 85,0       | 2,5       | 12,5       | -          | -          |
| с. СУХИЙ ТАШЛИК     | 95,3       | 2,4       | 0,1        | 1,2        | 1,0        |
| с. ЧИСТОПІЛЛЯ       | 95,8       | 1,3       | 0,7        | 2,0        | -          |
| с. ЗАВІТНЕ          | 96,7       | 0,7       | -          | 2,6        | -          |
|                     |            |           |            |            |            |

## Адміністративний устрій
Адміністративно-територіально район поділяється на 1 селищну раду та 14 сільських рад, які об'єднують 24 населені пункти та підпорядковані Вільшанській районній раді. Адміністративний центр — смт Вільшанка.
У серпні 2010 р. з обліку було зняте село Оброчне.

## Політика
25 травня 2014 року відбулися Президентські вибори України. У межах Вільшанського району були створені 22 виборчі дільниці. Явка на виборах складала — 61,89 % (проголосували 6 410 із 10 357 виборців). Найбільшу кількість голосів отримав Петро Порошенко — 51,17 % (3 280 виборців); Юлія Тимошенко — 17,07 % (1 094 виборців), Олег Ляшко — 12,20 % (782 виборців), Анатолій Гриценко — 4,40 % (282 виборців), Сергій Тігіпко — 4,35 % (279 виборців). Решта кандидатів набрали меншу кількість голосів. Кількість недійсних або зіпсованих бюлетенів — 1,08 %.

## Природно-заповідний фонд

### Заповідні урочища
Калмазівське, Осичківське.

### Ландшафтний заказник
Чорноташлицький (загальнодержавного значення).